# Sphaerodactylus verdeluzicola
Sphaerodactylus verdeluzicola — вид геконоподібних ящірок родини Sphaerodactylidae. Виділений у 2022 році з Sphaerodactylus klauberi.

## Назва
Видовий епітет verdeluzicola походить від іспанської фрази «verde luz» із суфіксом -cola, що означає «той, який що в місці, де світить зелене світло». Назва — данина пісні «Verde Luz», яку дехто вважає другим національним гімном Пуерто-Рико. Виконавець і автор пісень — Антоніо Кабан Вале «El Topo». Пісня виражає почуття туги за батьківщиною під час перебування в діаспорі та оспівує природні чудеса Пуерто-Рико, як-от вишукані пляжі, його карстовий рельєф і смарагдове світло, що виходить від гір і моря — краєвиди, які співвідносяться з середовищем проживання цього гекона. Крім того, Антоніо Кабан Вале виріс у місті Мока на північному заході Пуерто-Рико, яке знаходиться в межах поточного поширення S. verdeluzicola.

## Розповсюдження
Ендемік Пуерто-Рико. Поширений у карстовому регіоні на північному заході острова.